# Lorenzo di Niccolò Gerini

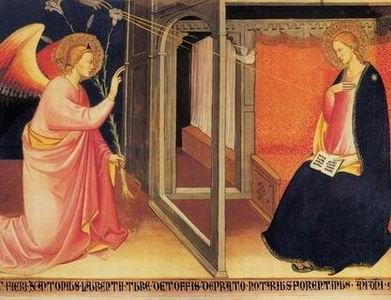
Annonciation, musée de l'œuvre du Duomo, Prato

Lorenzo di Niccolò, ou Lorenzo di Niccolò Gerini (1376-1440), est un peintre italien de l'école florentine, documenté entre 1391 et 1411.

## Biographie
Est-il le fils de Niccolò di Pietro Gerini, cette donnée est controversée, quoi qu'il en soit il collabore avec lui dans les fresques de la chapelle Migliorati de l'église San Francesco à Prato. Il ne rejoint malgré tout jamais le  niveau artistique  de son maître et reste ancré  dans le  style gothique.
En 1395, avec (son père) Niccolò, Ambrogio di Baldese et Mariotto di Nardo, il peint les fresques de  l'ex-couvent des Brigidini al  Paradiso, dans les alentours de Florence.
Il réalise des nombreuses tableaux, des miniatures et des fresques, comme celles du couvent des Oblates et de l'église Santa Trinita, de  Florence. Une prédelle d'un polyptyque dont le panneau central se trouve dans la chapelle Médicis de la basilique Santa Croce à Florence, et ses œuvres sont également présentes dans la collection du Musée Bagatti Valsecchi à Milan.

## Œuvres
- Incoronazione della Vergine con sotto sei angeli ed ai lati dieci Santi, polyptyque, Chiesa di San Domenico, Cortona
- Couronnement de la Vierge,  Santa Felicita
- Annonciation (1410), Museo dell'opera del duomo, Prato
- Madonna col Bambino fra i Santi Martino e Lorenzo (1402), triptyque, chiesa di San Martino a Terenzano (Florence)
- Madonna dell'Umiltà, exposé à l'occasion de Tesori dal Silenzio au Museo Nazionale di Castel Sant'Angelo de Colle di Val d'Elsa,  du 11 janvier au 4 mars 2007
- S. Bartolomeo e storie della sua vita (1401), museo civico, San Gimignano
- Tabernacle de Santa Fina
- Vierge en majesté entourée de saint Antoine abbé, saint Laurent, saint Jean-Baptiste et sainte Agathe, datée 1404, Venise[2]